# البطولة الوطنية المجرية 1968
البطولة الوطنية المجرية 1968 (بالمجرية: 1968-as magyar labdarúgó-bajnokság)‏ هو الموسم 67 من  البطولة الوطنية المجرية. أشرف على تنظيمه اتحاد المجر لكرة القدم، وكان عدد الأندية المشاركة فيه  16، وفاز فيه نادي فيرينتسفاروشي.